# Apus alexandri
El vencejo de Cabo Verde o vencejo de Alexander (Apus alexandri) es una pequeña ave de la familia de los vencejos que solo habita en las islas de Cabo Verde. Su denominación hace honor a Boyd Alexander, un ornitólogo inglés que lideró dos expediciones a las islas en 1897.

## Hábitat
Existen registros de su presencia en todas las islas de Cabo Verde excepto en Santa Luzia aunque es probable que solo anide en Santiago, Fogo, Brava, Santo Antão y São Nicolau. Por lo general es una especie común con una población estable y no se la considera amenazada.
Se la puede observar volando sobre todos los hábitats y caza durante su vuelo insectos, alimentándose en bandadas sobre barrancos y a lo largo de acantilados y la costa del mar.

## Descripción
Su cuerpo mide en promedio 13 cm de longitud y sus alas poseen una envargadura de 34 a 35 cm. Su plumaje es de color gris oscuro-amarronado con una gran mancha pálida en su garganta. Comparado con otros vencejos que habitan las islas es más pequeño, sus alas son más cortas. Su vuelo es más débil y más agitado. Realiza una llamada muy aguda.
Construye su nido en una grieta en un acantilado, en una caverna o en el techo de alguna construcción. El nido posee forma de plato y está construido con pastos y plumas. Los huevos son de color blanco y la puesta por lo general es de dos huevos.